# Sclerophrys tuberosa
Sclerophrys tuberosa – afrykański gatunek płaza bezogonowego z rodziny ropuchowatych.

## Systematyka
W przeszłości zaliczano go do licznego rodzaju Bufo.

## Występowanie
Zamieszkuje południowy Kamerun, całą Gwineę Równikową (z wyspą Bioko włącznie), większość Gabonu, północne i środkowe Kongo, północną Demokratyczną Republikę Konga i południowo-zachodnią Republikę Środkowoafrykańską.
Zasiedla wilgotne, głównie nizinne lasy klimatu zwrotnikowego o bagnistym dnie leśnym bogatym w roślinność – zarówno lasy pierwotne, jak i wtórne.

## Rozmnażanie
Przebiega ono w niewielkich strumykach. Samce nawołują, usadowiwszy się w kryjówkach nad wodą.

## Status
Szczególnie licznie występuje w Kamerunie.
Trend liczebności populacji nie jest znany. Zagraża mu głównie deforestacja. Występuje w pewnych rejonach chronionych prawnie.